# Adamswiller
Adamswiller település Franciaországban, Bas-Rhin megyében. Lakosainak száma 406 fő (2022. január 1.). Adamswiller Mackwiller, Durstel, Rexingen, Tieffenbach és Waldhambach községekkel határos.

## Népesség
A település népességének változása:
| Lakosok száma | 388  | 378  | 391  | 377  | 383  | 390  | 396  | 399  | 406  |
|               | 2014 | 2015 | 2016 | 2017 | 2018 | 2019 | 2020 | 2021 | 2022 |